# Яссер, Хуссейн
Хуссейн Яссер Эль-Мохаммади Абдулрахман (араб. حسين ياسر المحمدي عبد الرحمن‎; 19 января 1984, Доха, Катар) — катарский футболист, полузащитник. Выступал за сборную Катара.

## Биография
Имеет египетское происхождение. Отец игрока Яссер Эльмохамади играл в футбол в Египте в 1970-е годы. В начале 80-х он перешёл в катарский клуб «Аль-Хор» и остался жить в Катаре, где позже работал тренером. У него родились трое сыновей: Мохаммед Яссер (р. 1982), Хуссейн Яссер (р. 1984) и Ахмед Яссер (р. 1994). Все они были выступали за сборную Катара.

### Клубная карьера
Начинал карьеру в катарских клубах «Аль-Хор» и «Эр-Райян». В 2002 году подписал контракт с «Манчестер Юнайтед», но вскоре был отдан в аренду в бельгийский «Антверпен», в котором провёл 2 сезона и сыграл 30 матчей в чемпионате Бельгии. После окончания аренды в 2004 году покинул Манчестер и подписал контракт с кипрским АЕЛ (Лимасол). Зимой 2005 года вернулся в чемпионат Катара, где выступал за местный «Аль-Садд». Сезон 2005/2006 провёл в клубе «Манчестер Сити», однако не сыграл за основную команду ни одного матча и по окончании сезона вновь вернулся в Катар. Летом 2007 года подписал контракт с португальским клубом «Брага». Дебютировал в чемпионате Португалии 18 августа, выйдя в стартовом составе на матч с «Порту». Всего провёл за команду 8 матчей в лиге и по ходу сезона был отдан в аренду в другой клуб Примейры «Боавишта», где провёл ещё 11 игр. В 2008—2011 годах выступал за египетские клубы «Аль-Ахли» и «Замалек», с первым из которых стал чемпионом Египта. Сезоны 2011/12 и 2012/13 провёл в клубе высшей лиги Бельгии «Льерс». В 2013—2016 годах выступал за катарский «Аль-Вакра». В 2017 сыграл 9 матчей в чемпионате Египта за «Вади Дегла».

### Карьера в сборной
За сборную Катара выступал на протяжении 10 лет с 2001 по 2011 год. В составе национальной команды принимал участие в Кубке Азии 2007, где сыграл в двух матчах группового этапа. На турнире сборная Катара набрала два очка и закончила выступление, заняв последнее место в группе. В 2011 году также попал в заявку на домашний для Катара Кубок Азии, на котором сыграл в матче открытия против сборной Узбекистана.

## Личная жизнь
Женат на бельгийке Энджи. В 2005 году у пары родился сын Юнис.